# Madeleine Béjart

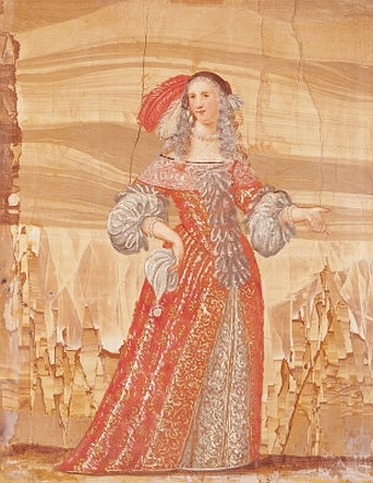
Madeleine Béjart in de rol van Magdelon (Les précieuses ridicules, Molière).

Madeleine Béjart (Parijs, 8 januari 1618 - aldaar, 17 februari 1672) was een Frans actrice. Ze behoort tot de familie Béjart, een zeer beroemde familie van komedianten uit de 17e eeuw.

## Biografie

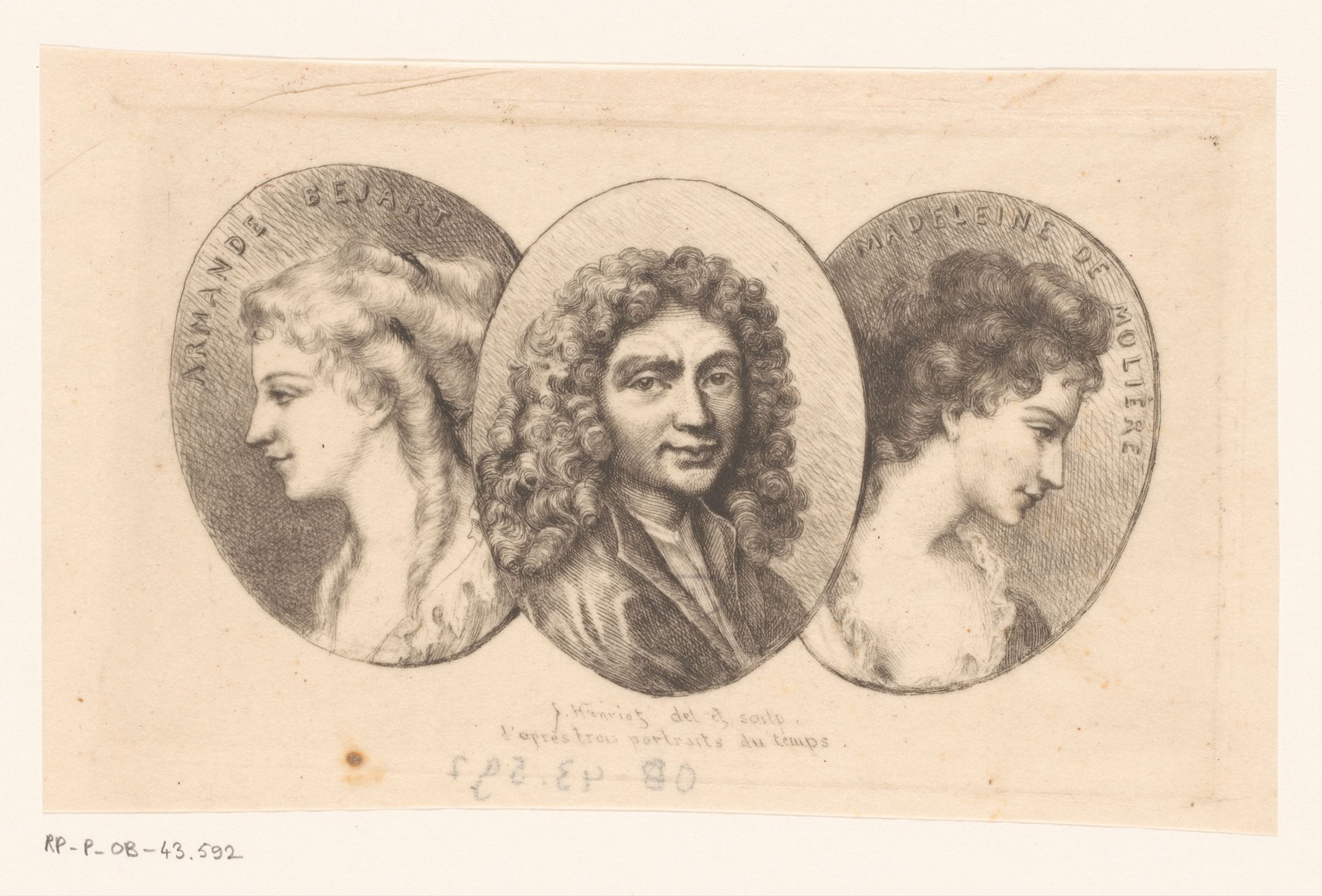
Armande Béjart, Molière en Madeleine Béjart

Madeleine was het tweede kind van Joseph en Marie-Hervé Béjart. Samen met haar oudere broer Joseph trad ze in de jaren 30 van de 17e eeuw op in het Théâtre du Marais en op andere plekken in de provincie. In 1640 ontmoette ze voor het eerst de toneelschrijver Molière, met wie ze in 1643 het Illustre Théâtre oprichtte. Hierover had ze een tijdlang de leiding, totdat deze onderneming wegens schulden failliet ging. Ook daarna bleef Béjart er in hoge mate aan bijdragen dat het toneelgezelschap van Molière bij elkaar bleef. 
Molière liet haar de vrije keus bij het spelen van een rol in de door hem geschreven stukken, en Madeleine Béjart koos er zelf steeds vaker voor om een secundaire rol te spelen, bijvoorbeeld die van bediende. De hoofdrollen liet ze over aan Marquise-Thérèse de Gorle (beter bekend als  mademoiselle Du Parc) of aan haar veel jongere zus Armande, die volgens sommige bronnen niet haar zus maar haar dochter was.
Madeleine Béjart overleed precies een jaar eerder dan Molière. Een tijdgenoot, Georges de Scudéry, sprak zeer lovend over haar.

## Belangrijke rollen
- Dorine in Tartuffe
- Frosine in L'Avare
- Elise of Done Elvire in Dom Garcie de Navarre ou le Prince jaloux

- Bibliothèque nationale de France: cb134841601 (data)
- Gemeinsame Normdatei: 11910556X
- International Standard Name Identifier: 0000 0000 1000 7928
- Nederlandse Thesaurus van Auteursnamen: 146013379
- Système universitaire de documentation: 035019093
- Virtual International Authority File: 42640656
- WorldCat: E39PBJkTdvdRCYC7Xc4w7WXPQq